# Eldar Hasanow
Eldar Hasanow, ukr. Eлдар Гасанов (ur. 26 września 1982) – ukraiński szachista, arcymistrz od 2007 roku.

## Kariera szachowa
W 2000 r. podzielił I m. (wspólnie z Wadymem Szyszkinem i Jewhenem Miroszniczenko) w kołowym turnieju w Ałuszcie, w 2002 r. zdobył w Kramatorsku tytuł mistrza Ukrainy juniorów do 20 lat oraz reprezentował narodowe barwy na rozegranych w Baku mistrzostwach Europy juniorów w tej kategorii wiekowej, zajmując VII miejsce. W 2004 r. zwyciężył w Tule, wypełniając pierwszą arcymistrzowską normę. W 2006 r. podzielił II m. (za Szachrijarem Mammadjarowem, wspólnie z Wadymem Malachatko, Micheilem Mczedliszwilim, Darmenem Sadwakasowem i Nidżatem Mamedowem) w Pucharze Prezydenta w Baku oraz zwyciężył w Ałuszcie (w turnieju tym zdobył kolejną normę na tytuł arcymistrza). W 2007 r. zajął IV m. w finale indywidualnych mistrzostw Ukrainy, podzielił II m. w Stambule (za Michaiłem Gurewiczem, wspólnie z m.in. Lewanem Panculają, Lewanem Aroszidze i Dawidem Arutinianem). W 2008 r. odniósł kolejne sukcesy, zajmując I m. w turnieju Czech Open w Pardubicach oraz dzieląc II m. w Chanty-Mansyjsku (za Dmitrijem Boczarowem, wspólnie z m.in. Gadirem Gusejnowem, Dmitrijem Kokariewem i Raufem Mamedowem). W 2015 r. podzielił I m. (wspólnie z m.in. Maratem Dżumajewem i Iwanem Popowem) w Ćennaju.
Najwyższy ranking w dotychczasowej karierze osiągnął 1 stycznia 2009 r., z wynikiem 2553 punktów zajmował wówczas 28. miejsce wśród ukraińskich szachistów.